# 欣卡伊鄉
46°39′0″N 24°23′0″E / 46.65000°N 24.38333°E
欣卡伊鄉（羅馬尼亞語：Comuna Șincai, Mureș），是羅馬尼亞的鄉份，位於該國中部，由穆列什縣負責管轄，面積34平方公里，海拔高度333米，2007年人口1,601，人口密度每平方公里47人。